# Lophotidia brunnescens
Lophotidia brunnescens là một loài bướm đêm trong họ Noctuidae.